# Julianus (gênero)
Julianus é um gênero de anfíbios anuros da família Hylidae, cujas espécies ocorrem no Brasil, na Argentina, no Uruguai e, possivelmente, no Paraguai.
Suas espécies são caracterizadas por serem pequenas, possuírem o ventre sem manchas, a íris apresentando duas cores, discos adesivos levemente truncados e membranas interdigitais reduzidas, exceto entre os dedos I e II, onde há a ausência delas. Seus ovos são depositados em poças.
Foi descrito em 2016 pelos pesquisadores William Duelmann, Angela Marion e Blair Hedges durante uma análise filogenética da família Hylidae, na qual foi possível atestar que essas espécies, antes pertencentes ao gênero Scinax, deveriam fazer parte de um gênero a parte, levando em consideração divergências genéticas e morfológicas presente entre elas e as demais. Seu nome genérico é uma homenagem ao herpetólogo Julián Faivovich, pela sua contribuição no estudo de anfíbios sul-americanos.

## Espécies
Atualmente, são conhecidas três espécies pertencentes ao gênero:
- Julianus fontanarrosai (Baldo, Araujo-Vieira, Cardozo, Borteiro, Leal, Pereyra, Kolenc, Lyra, Garcia, Haddad, and Faivovich, 2019)
- Julianus pinimus (Bokermann and Sazima, 1973)
- Julianus uruguayus (Schmidt, 1944)